# Binnein Mòr
Binnein Mòr (wymowa gaelicka: [ˈpiɲɛɲ ˈmoːɾ]) – szczyt w paśmie Mamores, w Grampianach Zachodnich. Leży w Szkocji, w regionie Highland. Jest to najwyższy szczyt w paśmie Mamores.